# Comunitat de comunes dels Deux Morin
La Comunitat de comunes dels Deux Morin (oficialment: Communauté de communes des Deux Morin) és una Comunitat de comunes del departament de Sena i Marne, a la regió de l'Illa de França.
Creada al 2017, està formada 31 municipis i la seu es troba a La Ferté-Gaucher.

## Municipis
1. Bellot
2. Boitron
3. La Chapelle-Moutils
4. Chartronges
5. Choisy-en-Brie
6. Doue
7. La Ferté-Gaucher
8. Hondevilliers
9. Jouy-sur-Morin
10. Lescherolles
11. Leudon-en-Brie
12. Meilleray
13. Montdauphin
14. Montenils
15. Montolivet
16. Orly-sur-Morin
17. Rebais
18. Sablonnières
19. Saint-Barthélemy
20. Saint-Cyr-sur-Morin
21. Saint-Denis-lès-Rebais
22. Saint-Germain-sous-Doue
23. Saint-Léger
24. Saint-Mars-Vieux-Maisons
25. Saint-Martin-des-Champs
26. Saint-Ouen-sur-Morin
27. Saint-Rémy-la-Vanne
28. Saint-Siméon
29. La Trétoire
30. Verdelot
31. Villeneuve-sur-Bellot